# Cambes (Lot-et-Garonne)
Pour les articles homonymes, voir Cambes.
Cambes est une commune du Sud-Ouest de la France, située dans le département de La Gironde, en région Nouvelle-Aquitaine.

## Géographie

### Communes limitrophes
Les communes limitrophes sont  Allemans-du-Dropt, Lachapelle, Monteton, Peyrière, Puysserampion et Saint-Avit.
|            | Allemans-du-Dropt |               |
| Monteton   | Cambes            | Puysserampion |
| Saint-Avit | Lachapelle        | Peyrière      |

### Climat
Pour des articles plus généraux, voir Climat de la Nouvelle-Aquitaine et Climat de Lot-et-Garonne.
Historiquement, la commune est exposée à un climat océanique aquitain.  
En 2020, Météo-France publie une typologie des climats de la France métropolitaine dans laquelle la commune est exposée à un climat océanique et est dans la région climatique Aquitaine, Gascogne, caractérisée par une pluviométrie abondante au printemps, modérée en automne, un faible ensoleillement au printemps, un été chaud (19,5 °C), des vents faibles, des brouillards fréquents en automne et en hiver et des orages fréquents en été (15 à 20 jours).
Pour la période 1971-2000, la température annuelle moyenne est de 12,8 °C, avec une amplitude thermique annuelle de 15 °C. Le cumul annuel moyen de précipitations est de 809 mm, avec 11,8 jours de précipitations en janvier et 6,8 jours en juillet. Pour la période 1991-2020, la température moyenne annuelle observée sur la station météorologique la plus proche, située sur la commune de Verteuil-d'Agenais à 18 km à vol d'oiseau, est de 13,8 °C et le cumul annuel moyen de précipitations est de 821,3 mm,. Pour l'avenir, les paramètres climatiques de la commune estimés pour 2050 selon différents scénarios d’émission de gaz à effet de serre sont consultables sur un site dédié publié par Météo-France en novembre 2022.

## Urbanisme

### Typologie
Au 1er janvier 2024, Cambes est catégorisée commune rurale à habitat très dispersé, selon la nouvelle grille communale de densité à sept niveaux définie par l'Insee en 2022.
Elle est située hors unité urbaine. Par ailleurs la commune fait partie de l'aire d'attraction de Marmande, dont elle est une commune de la couronne,. Cette aire, qui regroupe 48 communes, est catégorisée dans les aires de 50 000 à moins de 200 000 habitants,.

### Occupation des sols

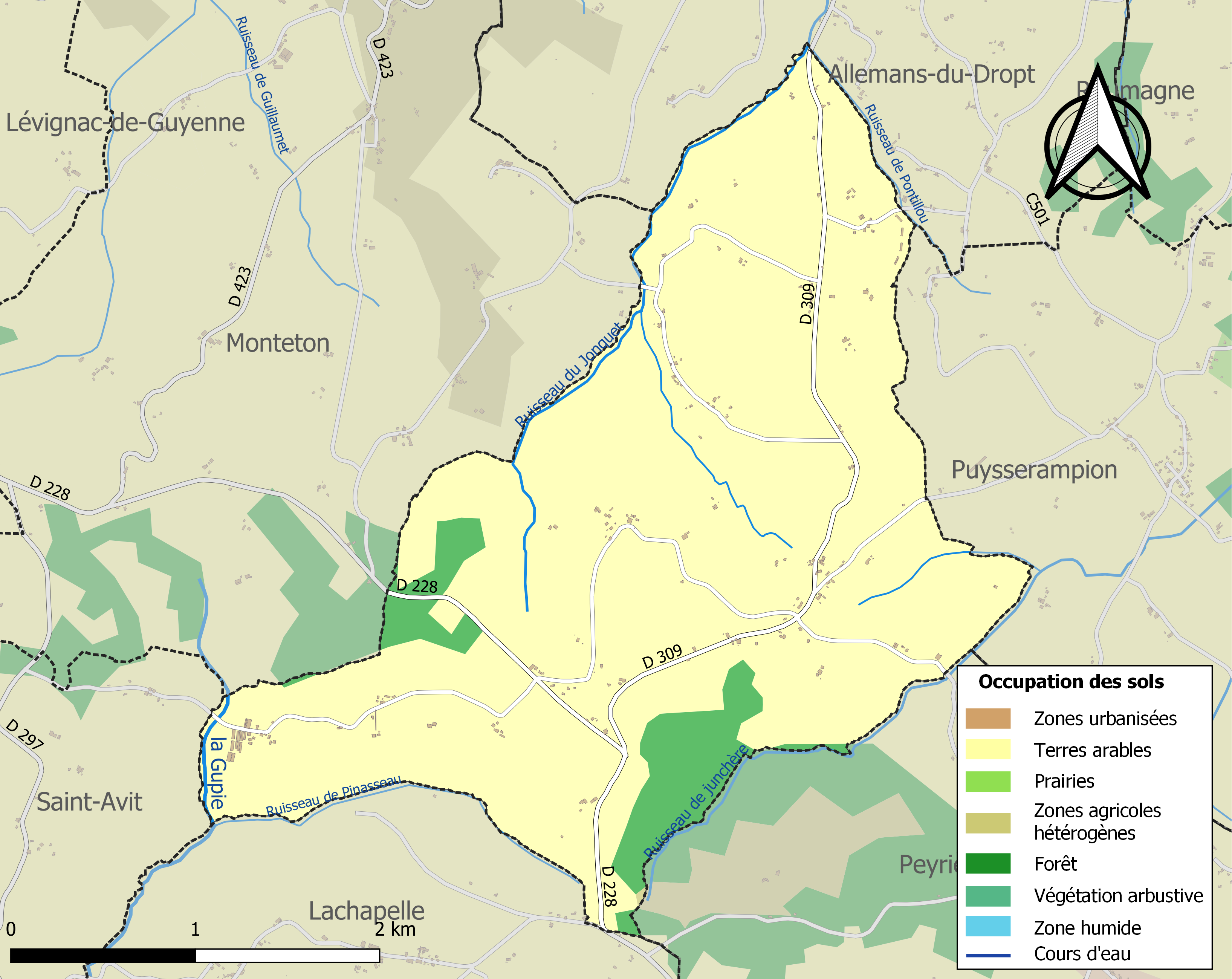
Carte des infrastructures et de l'occupation des sols de la commune en 2018 (CLC).

L'occupation des sols de la commune, telle qu'elle ressort de la base de données européenne d’occupation biophysique des sols Corine Land Cover (CLC), est marquée par l'importance des territoires agricoles (93 % en 2018), une proportion identique à celle de 1990 (93 %). La répartition détaillée en 2018 est la suivante : 
terres arables (93 %), forêts (7 %). L'évolution de l’occupation des sols de la commune et de ses infrastructures peut être observée sur les différentes représentations cartographiques du territoire : la carte de Cassini (XVIIIe siècle), la carte d'état-major (1820-1866) et les cartes ou photos aériennes de l'IGN pour la période actuelle (1950 à aujourd'hui).

### Risques majeurs
Le territoire de la commune de Cambes est vulnérable à différents aléas naturels : météorologiques (tempête, orage, neige, grand froid, canicule ou sécheresse), inondations, mouvements de terrains et séisme (sismicité très faible). Un site publié par le BRGM permet d'évaluer simplement et rapidement les risques d'un bien localisé soit par son adresse soit par le numéro de sa parcelle.
Certaines parties du territoire communal sont susceptibles d’être affectées par le risque d’inondation par une crue à  débordement lent de cours d'eau, notamment la Gupie. La commune a été reconnue en état de catastrophe naturelle au titre des dommages causés par les inondations et coulées de boue survenues en 1982, 1983, 1994, 1999, 2008 et 2009,.
Les mouvements de terrains susceptibles de se produire sur la commune sont des affaissements et effondrements liés aux cavités souterraines (hors mines) et des tassements différentiels. Afin de mieux appréhender le risque d’affaissement de terrain, un inventaire national permet de localiser les éventuelles cavités souterraines sur la commune.

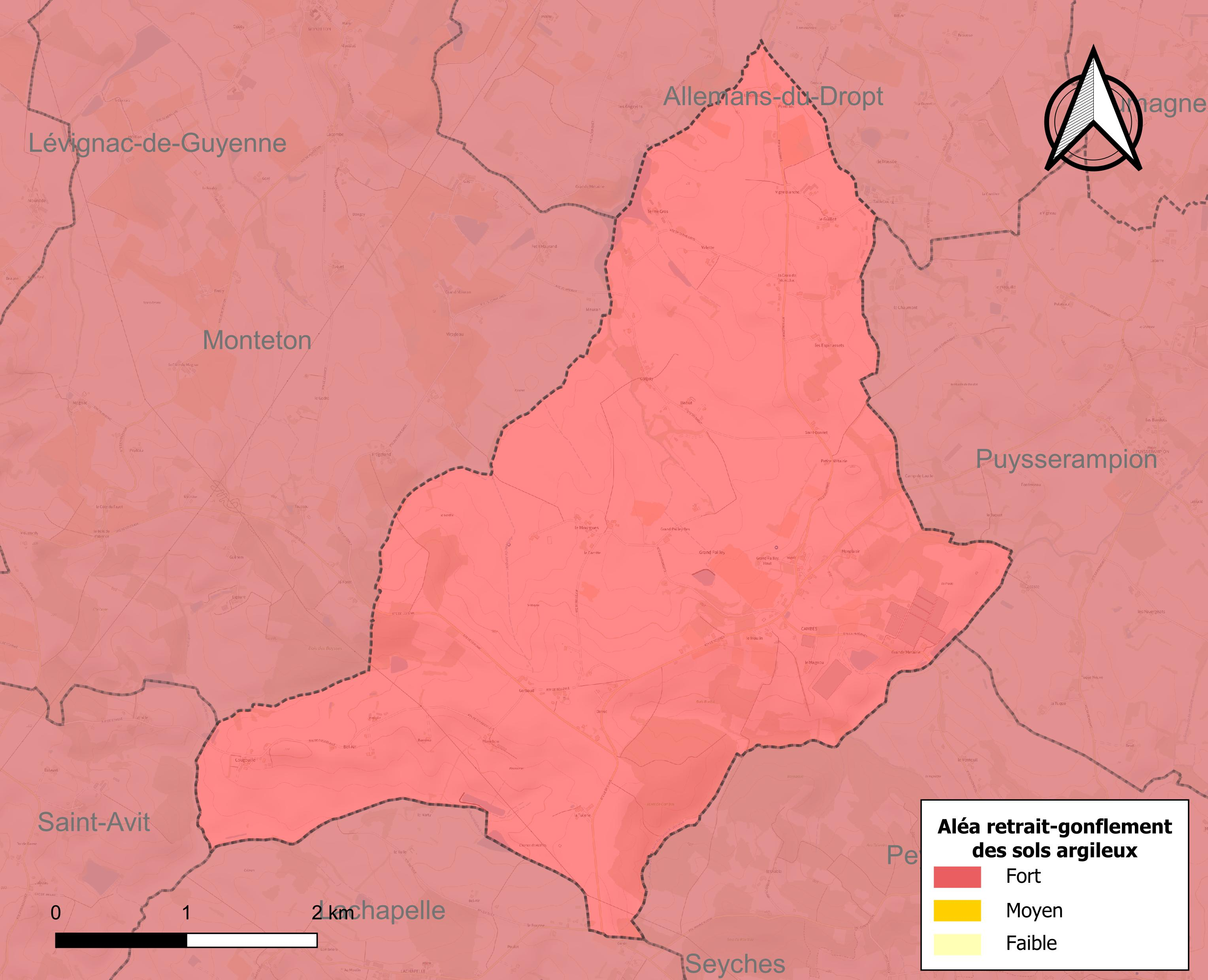
Carte des zones d'aléa retrait-gonflement des sols argileux de Cambes.

Le retrait-gonflement des sols argileux est susceptible d'engendrer des dommages importants aux bâtiments en cas d’alternance de périodes de sécheresse et de pluie. La totalité de la commune est en aléa moyen ou fort (91,8 % au niveau départemental et 48,5 % au niveau national). Depuis le 1er octobre 2020, en application de la loi ELAN, différentes contraintes s'imposent aux vendeurs, maîtres d'ouvrages ou constructeurs de biens situés dans une zone classée en aléa moyen ou fort,.
Concernant les mouvements de terrains, la commune a été reconnue en état de catastrophe naturelle au titre des dommages causés par la sécheresse en 1989 et 2017 et par des mouvements de terrain en 1999.

## Toponymie
Le nom de la commune, assez fréquent dans le Sud-Ouest de la France, provient du substantif latin cambus ou cambis qui désigne un lieu situé dans une courbe d'une suite de collines.
En occitan, le nom de la commune est Cambas.

## Histoire
La commune de Cambes appartint à la famille Pellegrue, puis aux Timbrune de Valence. L'un des membres de cette dernière fut maréchal de camp sous Louis XV.

## Politique et administration
| Période                                  | Période   | Identité             | Étiquette | Qualité                      |
| ---------------------------------------- | --------- | -------------------- | --------- | ---------------------------- |
| 1985                                     | mars 2008 | Jean Chaumont        |           |                              |
| mars 2008                                | En cours  | Jean-Claude Raphalen |           | Chef d'exploitation agricole |
| Les données manquantes sont à compléter. |           |                      |           |                              |

## Démographie
Les habitants sont appelés les Cambois.
L'évolution du nombre d'habitants est connue à travers les recensements de la population effectués dans la commune depuis 1793. Pour les communes de moins de 10 000 habitants, une enquête de recensement portant sur toute la population est réalisée tous les cinq ans, les populations de référence des années intermédiaires étant quant à elles estimées par interpolation ou extrapolation. Pour la commune, le premier recensement exhaustif entrant dans le cadre du nouveau dispositif a été réalisé en 2008.

En 2022, la commune comptait 176 habitants, en évolution de −1,12 % par rapport à 2016 (Lot-et-Garonne : −0,18 %, France hors Mayotte : +2,11 %).
| 1793 | 1800 | 1806 | 1821 | 1831 | 1836 | 1841 | 1846 | 1851 |
| ---- | ---- | ---- | ---- | ---- | ---- | ---- | ---- | ---- |
| 528  | 518  | 482  | 479  | 482  | 478  | 520  | 488  | 444  |

| 1856 | 1861 | 1866 | 1872 | 1876 | 1881 | 1886 | 1891 | 1896 |
| ---- | ---- | ---- | ---- | ---- | ---- | ---- | ---- | ---- |
| 432  | 423  | 393  | 371  | 313  | 327  | 319  | 296  | 279  |

| 1901 | 1906 | 1911 | 1921 | 1926 | 1931 | 1936 | 1946 | 1954 |
| ---- | ---- | ---- | ---- | ---- | ---- | ---- | ---- | ---- |
| 267  | 265  | 237  | 205  | 232  | 243  | 272  | 243  | 247  |

| 1962 | 1968 | 1975 | 1982 | 1990 | 1999 | 2006 | 2008 | 2013 |
| ---- | ---- | ---- | ---- | ---- | ---- | ---- | ---- | ---- |
| 201  | 190  | 173  | 172  | 154  | 162  | 165  | 166  | 172  |

| 2018 | 2022 | - | - | - | - | - | - | - |
| ---- | ---- | - | - | - | - | - | - | - |
| 182  | 176  | - | - | - | - | - | - | - |

## Culture locale et patrimoine

### Lieux et monuments
- L'église Notre-Dame qui date des XIVe et XVe siècles a été assez souvent restaurée, surtout au XIXe siècle[27].

L'église comporte deux portails, l'un sur la façade principale, occidentale, de facture assez récente, l'autre sous un auvent latéral inclus dans un bas-côté méridional, reconstruit en 1928 et qui présente le décor sculpté de deux personnages peu identifiables.

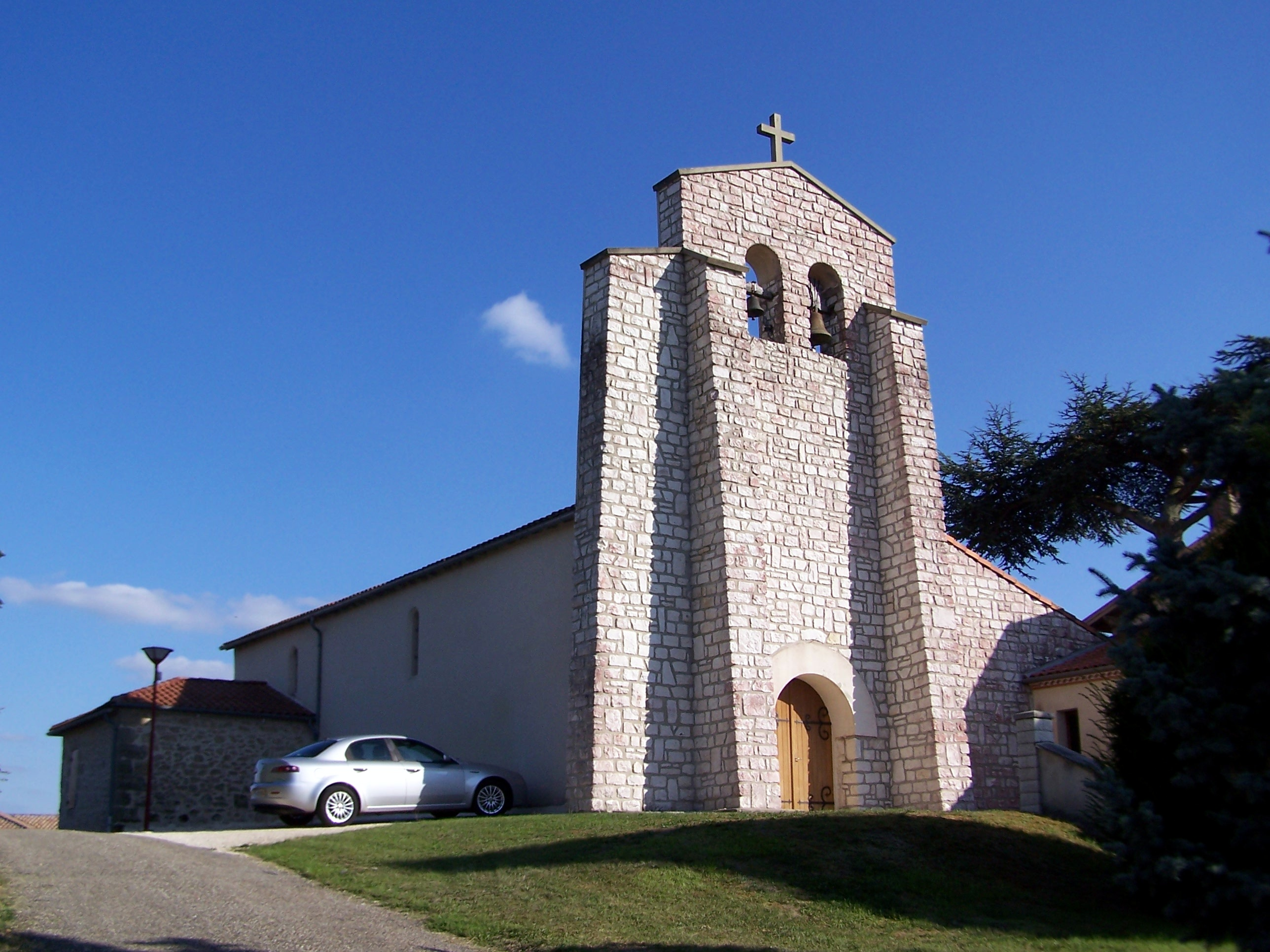
L'église Notre-Dame (septembre 2015).
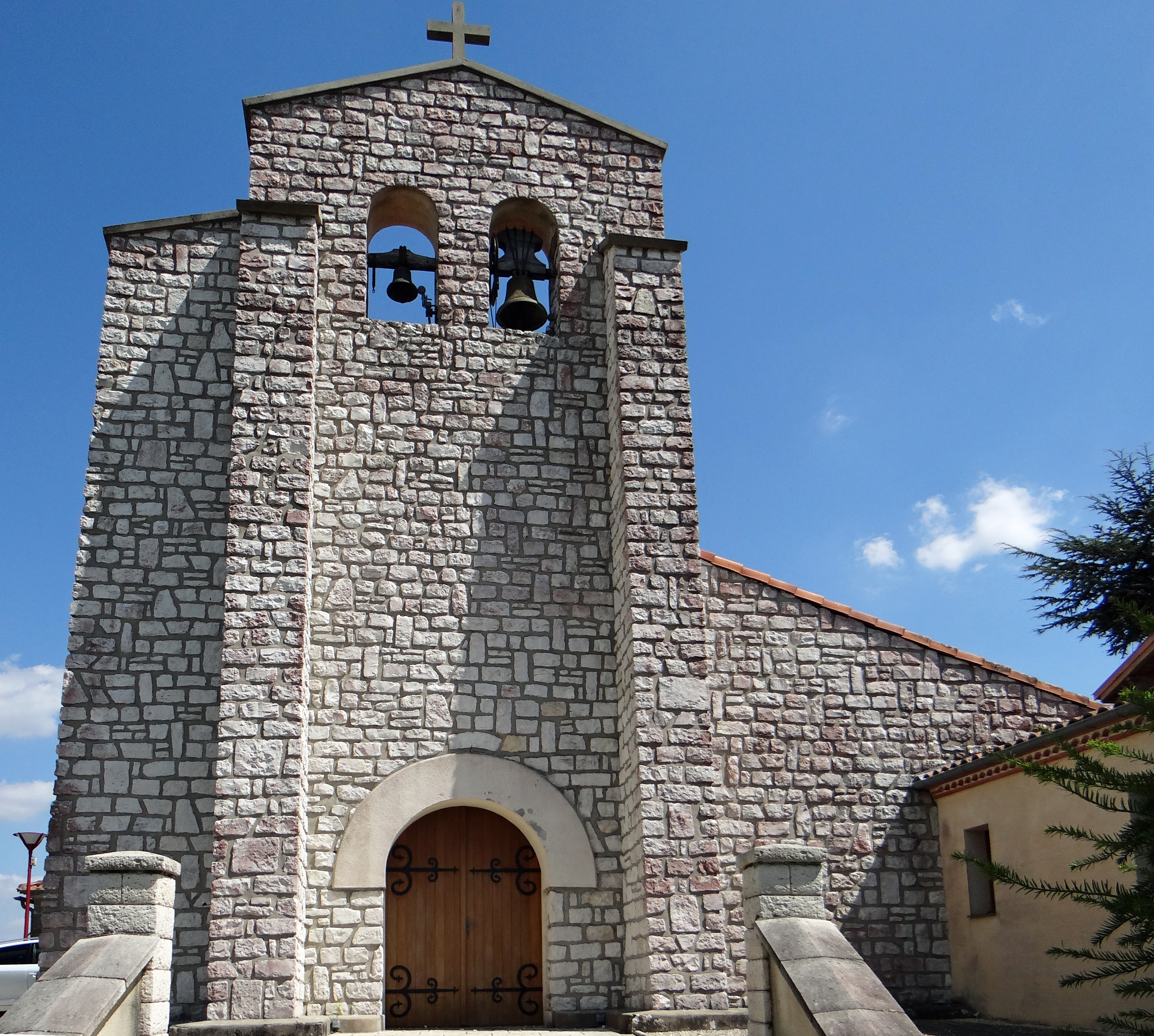
L'église Notre-Dame (août 2015).
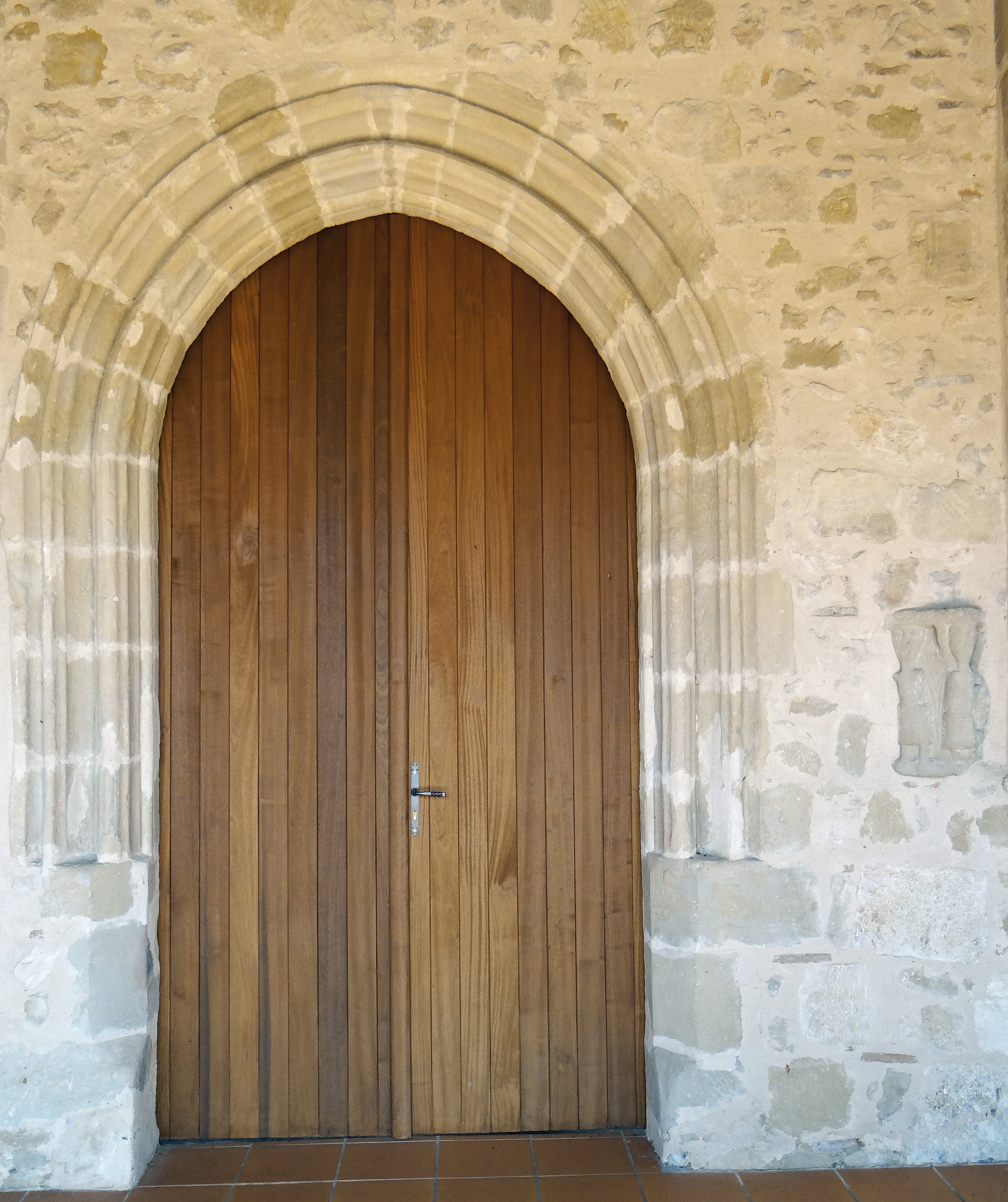
Le portail méridional (août 2015).
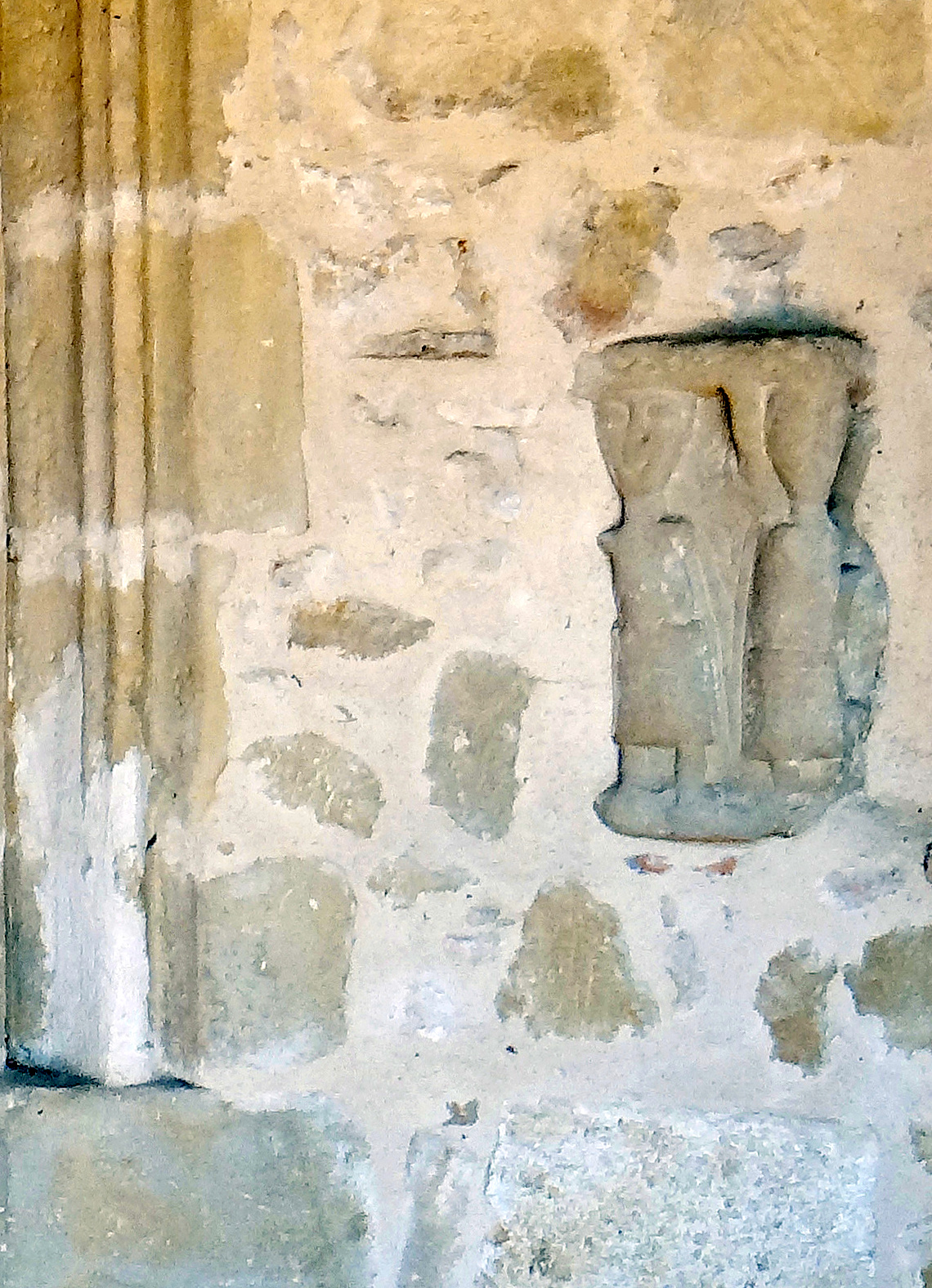
Le décor sculpté du portail (août 2015).
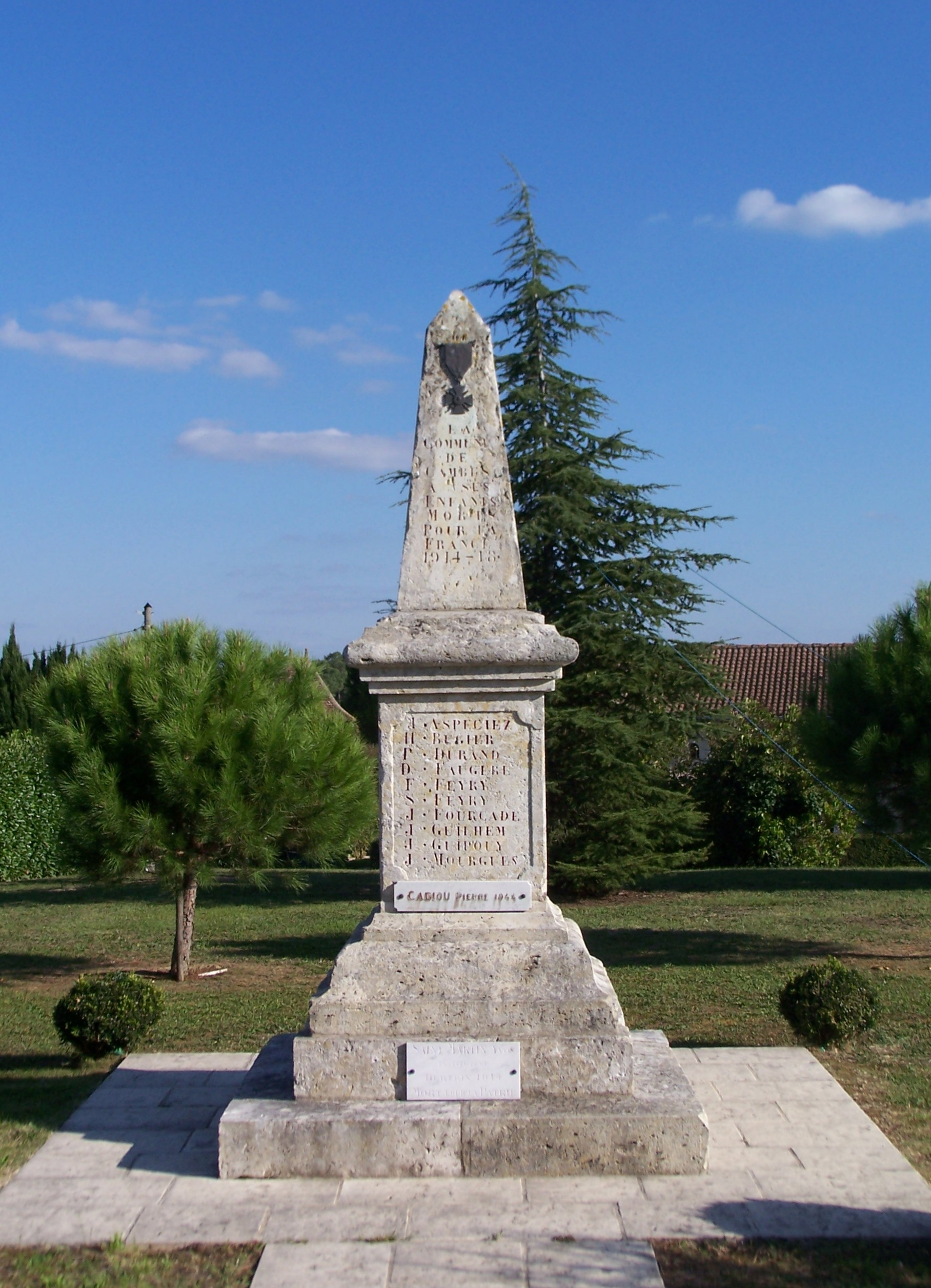
Le monument aux morts, près de l'église (septembre 2015).